# Göta Pettersson
Göta Pettersson   (Estocolm, 18 de desembre de 1926 - Estocolm, 9 d'octubre de 1993), de casada Frisk, va ser una gimnasta artística sueca que va competir durant les dècades de 1940 i 1950.
El 1948 va prendre part en els Jocs Olímpics d'Estiu de Londres, on fou quarta en el concurs complet per equips del programa de gimnàstica. Quatre anys més tard, als Jocs de Hèlsinki, disputà les set proves del programa de gimnàstica. Guanyà la medalla d'or en la competició del concurs per aparells, mentre fou quarta en el concurs complet per equips.
En el seu palmarès també destaca una medalla d'or en el concurs per equips al Campionat del món de gimnàstica artística de 1950, així com diversos campionats nacionals.